# Ямне (Новгород-Сіверський район)
52°16′25″ пн. ш. 33°0′37″ сх. д. / 52.27361° пн. ш. 33.01028° сх. д.
Я́мне — колишнє село в Україні, підпорядковувалося Будо-Вороб'ївській сільській раді Новгород-Сіверського району Чернігівської області. Зняте з обліку 28 вересня 2012 року як таке, де ніхто не проживає.. Неподалік знаходилося колишнє село Димусове.